# Pierre-Alain Challier
Pierre-Alain Challier, né le 28 février 1978 à Alès, est un galeriste français d’art contemporain. Il s’est lancé en 2014 dans la restauration du parc historique et du Château de Lascours, dans son village natal, entre Provence et Cévennes, pour y créer un futur lieu d’expositions d’œuvres monumentales.

## Formation et parcours
Après l’École du Louvre et l’Institut d'études supérieures des arts, il commence sa formation professionnelle sur les salons (FIAC, Paris Photo, PAD), chez le commissaire-priseur Francis Briest ou le galeriste Thaddaeus Ropac.
À 23 ans, Pierre-Alain Challier est nommé directeur de la galerie Artcurial.

## La galerie Pierre-Alain Challier
À 28 ans, il reprend l’ensemble du fonds de l’ancien centre d’art fondé en 1975 et alors spécialisé dans les éditions limitées d’artistes contemporains, d’Arman à Zao Wou-Ki, et transforme une ancienne fabrique au 8 rue Debelleyme en galerie d’art.
En 2017, une première décennie de la galerie Pierre-Alain Challier propose une centaine d’expositions rue Debelleyme et autant « hors les murs » : foires internationales (Art Basel, Art Paris, Salzburg, Séoul, Monaco...) et surtout prêts et co-organisation d’expositions avec les institutions culturelles en France et dans le monde (Maison européenne de la photographie, Musée de la chasse et de la nature, Musée d'Art moderne de Paris, Tate Modern, Hong Kong, etc.).
Cette décennie a aussi vu apparaître une nouvelle génération d’artistes, comme Alexandra Loewe.
Depuis 2018, il expose le travail d'artistes comme Brigitte Aubignac (Exposition Faunes), qui s'interrogent sur la construction d'un artificiel en réinterprétant des figures mythologiques comme celle du faune.